# Come è cambiata la nostra vita
Come è cambiata la nostra vita (F... comme Fairbanks) è un film del 1976 diretto da Maurice Dugowson.
Il titolo originale del film e il soprannome del protagonista sono un omaggio all'attore statunitense Douglas Fairbanks.

## Trama
Un giovane disoccupato, nutrito di sogni e di ideali, ha perso contatto con la realtà. Soprannominato Fairbanks da suo padre, Andre Fragman lascia l'esercito con una laurea in ingegneria chimica. È convinto di poter trovare un lavoro tramite un conoscente, Stephen Lambert. Tuttavia, la situazione è cambiata, e Andre si trova disoccupato. Trova il suo amico Jean-Pierre, direttore di un teatro, durante le prove del suo ultimo spettacolo. È durante una di queste sere che André incontra Marie, una giovane attrice in cerca di fortuna a Parigi.
Si amano a vicenda, ma come il loro rapporto si evolve, il morale di Andre declina.

## Riconoscimenti
- Orso d'oro al Festival di Berlino